# Mechower See

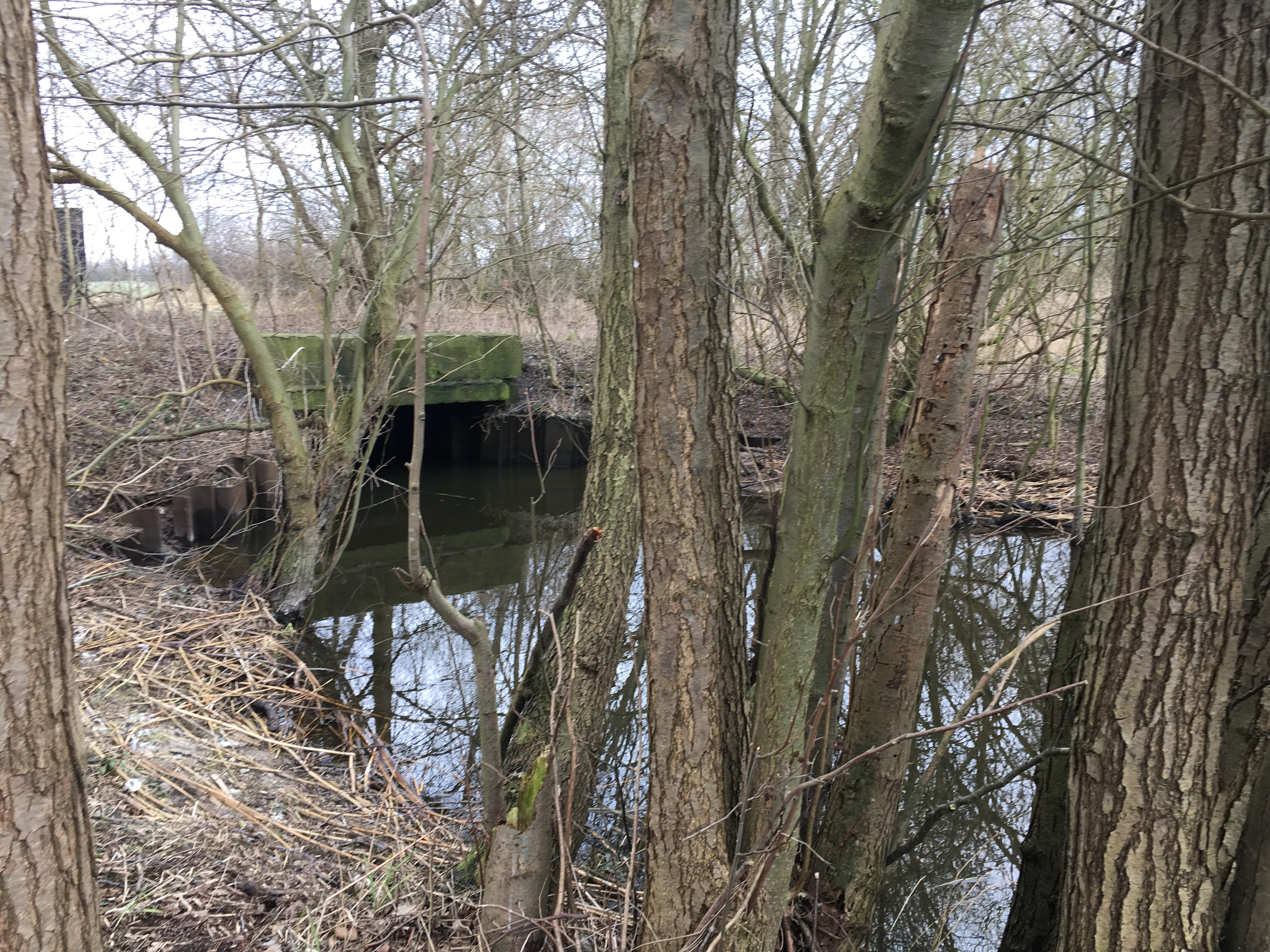
Zufluss Schlagbrügger Graben im Uferbereich des Mechower Sees mit Brücke des früheren Kontrollwegs der Grenztruppen

Der Mechower See ist ein eutropher (ursprünglich mesotropher) eiszeitlicher Rinnensee innerhalb des Biosphärenreservats Schaalsee. Er befindet sich östlich der im schleswig-holsteinischen Kreis Herzogtum Lauenburg gelegenen namensgebenden Gemeinde Mechow unmittelbar an der Landesgrenze zu Mecklenburg-Vorpommern (Landkreis Nordwestmecklenburg).

## Beschreibung
Der Mechower See besitzt mit der Bäk einen Abfluss, der in der frühen Neuzeit an zumindest fünf Staustufen Kupferhämmer beziehungsweise Kupfermühlen betrieb. Er befindet sich auf der Wasserscheide zwischen Ratzeburger See und Schaalsee.
Am Mechower See existiert am langen Nordostufer nur eine Stelle mit Zugang zum Wasser. Diese befindet sich südlich von Schlagsdorf. Der Zugang ist über einen unbefestigten Weg fußläufig von der Ortschaft erreichbar und wird als Bademöglichkeit genutzt. Daneben befindet sich hier ein größerer Steg.
Entlang des gesamten Nordostufers führt parallel zum See ein Wanderweg, über den diese Badestelle ebenfalls erreichbar ist. Am Ausgangspunkt des Wanderweges (an der Landesstraße 1) befindet sich ein größerer Parkplatz für Angler und Wanderer. In der Nähe zur L 1 sind mehrere Bootsanlegestellen sowie eine weitere Bademöglichkeit.
Am Nordwestufer des Sees steht ein hölzerner Aussichtsturm (⊙), der hauptsächlich zur Vogelbeobachtung genutzt wird.

## Während der Zeit der DDR
Während der Zeit der Deutschen Demokratischen Republik lag der See in der unmittelbaren Sperrzone der Innerdeutschen Grenze und war nur für die Grenztruppen der DDR zugänglich. Einzig einem Fischer aus Klocksdorf war es erlaubt, den See zweimal im Jahr zu befischen, ein Boot der Grenztruppen überwachte ihn. Die Grenze zur Bundesrepublik Deutschland verlief direkt am südwestlichen Ufer, die Grenzsperranlagen und der Grenzzaun lagen auf einer Anhöhe am nordöstlichen Ufer und waren von westlicher Seite nur schwer einzusehen. Trotzdem gelang es mehreren Personen, die Sperranlagen zu überwinden, durch den See zu schwimmen und in die Bundesrepublik zu flüchten. Obwohl der See heute von einem dichten Baumbestand umgeben ist, war er zur Zeit der Deutschen Teilung völlig baumfrei gewesen. Nach dem Fall der Mauer wurde am 31. Dezember 1989 zwischen Wietingsbek und Schlagbrügge die Grenze auch am Mechower See feierlich eröffnet.

## Naturschutz
Seit 1992 ist der Mechower See als Naturschutzgebiet ausgewiesen, wobei der Gebietszustand aufgrund von starken Nährstoffeinträgen als unbefriedigend eingestuft wird. Er ist Teil eines Vogelschutzgebietes und FFH-Gebiet. Zahlreiche Vogelarten wie Seeadler, Baumfalke, Rotmilan, Habicht, Zwergschwan sowie verschiedene Enten- und Gänsearten finden einen Lebensraum.

## Grünes Band
Das Naturschutzgebiet ist aufgrund der für mehrere Jahrzehnte abgeschiedenen Lage an der innerdeutschen Grenze heute Teil des sogenannten Grünen Bandes. Die Naturschutzgebiete (NSG) im Bereich des Grünen Bandes in Mecklenburg-Vorpommern sind (von Nord nach Süd) im Biosphärenreservat Schaalsee die NSG Wakenitzniederung, Kammerbruch, Campower Steilufer, Kiekbuschwiesen bei Neuhof, Mechower See, Goldensee, Techin,  weiterhin die NSG Wallmoor,  Pipermoor/Mühlbachtal, Stecknitz-Delvenau sowie im ehemaligen Naturpark Mecklenburgisches Elbetal die aufgelösten NSG Elbhang Vierwald, Elbdeichvorland, Rüterberg, Binnendünen bei Klein Schmölen und Löcknitztal-Altlauf, die nun alle Teil des Biosphärenreservats Flusslandschaft Elbe-Mecklenburg-Vorpommern sind.